# Démineur (album)
Pour l’article homonyme, voir Démineur.
Albums de Lefa
Fame
(2019)
Singles
1. Chloroquine
Sortie : 7 avril 2021
2. Janet
Sortie : 27 mai 2021
3. Mise à jour
Sortie : 11 février 2022
4. Terrain miné
Sortie : 4 mars 2022
5. New Life
Sortie : 11 mars 2022
6. Métaverse
Sortie : 27 mars 2022

D M N R est le cinquième et dernier album solo de Lefa sorti le 2 avril 2021. Une suite de D M N R, intitulée Démineur, est sortie le 11 mars 2022.

## Genèse
Le 2 avril 2021, sort l'album D M N R, un jour seulement après l'avoir annoncé via Twitter. Plusieurs invités apparaissent sur l'album, comme Kalash Criminel et Roshi.
Le 7 avril, il dévoile le clip de Chloroquine, puis le 27 mai, Janet,,.
Le 11 février 2022, sort Mise à jour, premier single annonçant l'album Démineur,. Le deuxième single intitulé Terrain miné, sort le 4 mars,.
L'album est dévoilé le 11 mars 2022, nommé Démineur (stylisé DÉMIИEUR), la suite de D M N R, il ne contient aucune collaboration car c'est un album "personnel".
Le 18 mars 2022, Lefa dévoile un documentaire de 16 minutes expliquant la création de l’album et sa sortie.
Les clips de New Life et Métaverse sont dévoilés le 11 mars et le 27 mars.

## Liste des titres
| 1.    | Intro                                | Lefa                        | DSK, Wladimir Pariente                       | 0:25 |
| 2.    | Grinta                               | Lefa                        | DSK, Wladimir Pariente                       | 1:56 |
| 3.    | Chloroquine                          | Lefa                        | YoungK                                       | 2:26 |
| 4.    | Black out                            | Lefa                        | MKL                                          | 2:39 |
| 5.    | En première page                     | Lefa                        | MKL                                          | 3:04 |
| 6.    | Démineur                             | Lefa                        | JY Prod, Seysey                              | 2:52 |
| 7.    | Gang (feat. Kalash Criminel)         | Lefa, Kalash Criminel       | Alchimeek                                    | 3:17 |
| 8.    | Interview (feat. Roshi)              | Lefa, Roshi                 | YoungK                                       | 2:39 |
| 9.    | P.F.P (feat. Guy2Bezbar & Rapi Sati) | Lefa, Guy2Bezbar, Rapi Sati | YoungK                                       | 2:59 |
| 10.   | Janet                                | Lefa                        | Karmen Rose, Jeoffrey Dandy, Guapo du Soleil | 3:08 |
| 11.   | Paie                                 | Lefa                        | YoungK                                       | 2:26 |
| 12.   | Fin des temps                        | Lefa                        | DSK                                          | 2:06 |
| 30:00 |                                      |                             |                                              |      |

### Réédition
| DÉMIИEUR | DÉMIИEUR           | DÉMIИEUR | DÉMIИEUR                    | DÉMIИEUR | DÉMIИEUR | DÉMIИEUR | DÉMIИEUR | DÉMIИEUR | DÉMIИEUR |
| No       | Titre              | Auteur   | Compositeur(s)              | Durée    |          |          |          |          |          |
| -------- | ------------------ | -------- | --------------------------- | -------- | -------- | -------- | -------- | -------- | -------- |
| 1.       | Terrain miné       | Lefa     | MKL                         | 1:49     |          |          |          |          |          |
| 2.       | Mise à jour        | Lefa     | MKL                         | 3:08     |          |          |          |          |          |
| 3.       | Fil rouge          | Lefa     | MKL, Traxx                  | 2:50     |          |          |          |          |          |
| 4.       | Métaverse          | Lefa     | BlackDoe                    | 2:45     |          |          |          |          |          |
| 5.       | J'aurais pu        | Lefa     | MKL, YoungK                 | 2:50     |          |          |          |          |          |
| 6.       | Tapis de course    | Lefa     | MKL, Traxx, Medeline        | 2:57     |          |          |          |          |          |
| 7.       | AVC                | Lefa     | Nino Vella                  | 3:20     |          |          |          |          |          |
| 8.       | New life           | Lefa     | MKL                         | 3:07     |          |          |          |          |          |
| 9.       | Miroir             | Lefa     | MKL, Seekseven              | 3:11     |          |          |          |          |          |
| 10.      | Sans prise de tête | Lefa     | BlackDoe, Alchimeek, YoungK | 2:58     |          |          |          |          |          |
| 11.      | Fil bleu           | Lefa     | MKL                         | 2:53     |          |          |          |          |          |
| 32:00    |                    |          |                             |          |          |          |          |          |          |

## Clips vidéos
- Chloroquine : 7 avril 2021
- Janet : 27 mai 2021
- Mise à jour : 11 février 2022
- Terrain miné : 4 mars 2022
- New Life : 11 mars 2022
- Métaverse : 27 mars 2022

## Classements hebdomadaires
| Classements                  | Meilleure position |
| ---------------------------- | ------------------ |
| France (SNEP)                | 24                 |
| Belgique (Wallonie Ultratop) | 22                 |
| Suisse (Schweizer Hitparade) | 41                 |

| Classements   | Meilleure position |
| ------------- | ------------------ |
| France (SNEP) | 8                  |